# A Curious Dream
A Curious Dream er en amerikansk stumfilm fra 1907 af J. Stuart Blackton.